# Franco Alasia
Franco Alasia (Nole, 14 novembre 1927 – Cinisello Balsamo, 5 ottobre 2006) è stato uno scrittore italiano ed esponente della nonviolenza.

## Biografia
Allievo e braccio destro di Danilo Dolci sin dal 1950, per più di vent'anni ha partecipato con lui e gli altri collaboratori del "Centro studi e iniziative" di Partinico a tutte le lotte contro il sottosviluppo e la mafia nella Sicilia occidentale.
Si ricorda di lui il digiuno nel 1957 con Danilo Dolci a Cortile Cascino, quartiere di Palermo tra i più degradati, per denunciare l'orrenda situazione dei bassifondi della capitale siciliana.
Sui rapporti mafia-politica ha condotto con Danilo Dolci nel 1966 una approfondita inchiesta, che portò al processo contro l'allora ministro del commercio con l'estero Bernardo Mattarella e il sottosegretario Calogero Volpe. Indicati, nello studio pubblicato da Einaudi in "Chi gioca solo", come aventi rapporti simbiotici con la mafia. Dopo 7 anni di iter processuale Dolci e Alasia vennero condannati per diffamazione, rispettivamente a due anni e un anno e sette mesi. La pena fu condonata. Bernardo Mattarella nel successivo governo Moro non fu più designato ministro.
Il 25 e il 26 marzo 1970 Franco Alasia e Pino Lombardo, anch'esso collaboratore di Dolci, parlarono attraverso la prima radio libera della storia d'Italia, denunciando le difficili condizioni dei terremotati del Belice. L'intervento della polizia, con grande spiegamento di forze, interruppe le trasmissioni. Parte dei testi sono pubblicati ne "Il limone lunare" (Laterza Ed.). 
Questa esperienza viene raccontata nel libro "La Radio dei poveri cristi" (Navarra Editore).
Negli anni ottanta Franco Alasia ha diretto il sistema bibliotecario urbano di Sesto San Giovanni applicando il metodo maieutico ideato da Dolci.
Ha curato con José Martinetti la "Cronologia essenziale (febbraio 1952-ottobre 1996)" su Dolci e i suoi collaboratori. Si tratta di una ricostruzione storica dell'esperienza avviata dal poeta-sociologo triestino.

## Opere
- Franco Alasia, testo - Stig T. Karlsson, foto. Leva på Sicilien (Vivere in Sicilia) – prefazione di Danilo Dolci. Rabén & Sjögren, Stoccolma 1963
- Franco Alasia e Danilo Montaldi – Milano, Corea - inchiesta sugli immigrati – Milano, Feltrinelli, 1960 ASIN: B007BNFBGC (seconda accresciuta 1975; ristampa Donzelli 2010)
- Franco Alasia. Gaetano Invernizzi dirigente operaio - Milano, Vangelista, 1976.
- Franco Alasia. La vita di prima. Vangelista. Milano 1984
- Franco Alasia. Con la droga per casa / postfazione di Don Luigi Ciotti. - Torino, Edizioni Gruppo Abele, 1986.
- Franco Alasia, Nospaìs, Alle radici del piemonte, Mulatero editore, Cirié, 1989
- Franco Alasia, Quei nomi sul marmo, Ed. Vangelista 1991